# Plan de Chicago
El Plan de Chicago de Burnham, conocido popularmente como el Burhham Plan, fue preparado por Daniel Burnham y Edward H. Bennett. Este Plan recomienda un conjunto de proyectos para Chicago que incluye: nuevas y amplias calles, parques, nuevas instalaciones para el puerto y el ferrocarril y edificios oficiales. Aunque solo algunas partes del Plan se llevaron a la práctica, el documento reformó el área central de Chicago e influyó considerablemente el nuevo campo del planeamiento urbano.
El proyecto fue encargado en 1906 por el Merchants Club, que se fusionó con el Comercial Club of Chicago, un grupo de prominentes hombres de negocios que reconoció la necesidad de afrontar un conjunto de mejoras para una ciudad que crecía rápidamente. En consecuencia, acudieron a Daniel H. Burnham, un arquitecto que había dirigido la construcción de la Exposición Mundial Colombina que tuvo lugar en Chicago de 1893. Concluida la exposición, Burnham (que ya había trabajado en los planes urbanos de Washington D. C., Cleveland, San Francisco, y Manila y Baguio en las Filipinas) preparó unas ideas para mejorar el frente de la ciudad junto al lago. Para ello, contó con Edward H. Bennett como coautor, y con un pequeño grupo de profesionales para ayudarle a preparar el Plan. Charles Moore editó el manuscrito acabado, y Jules Guérin dibujó para el documento varias imágenes a vista de pájaro a todo color.
El documento se publicó en un lujoso libro, con una tirada limitada de 1650 ejemplares, que se presentó en la ciudad en julio de 1909. No obstante posteriormente se han hecho varias ediciones, la primera de ellas por Princeton Architectural Press en 1993 (ISBN 1878271415)

## Contenido de la publicación
El libro se distribuye en 8 capítulos y un anexo sobre los aspectos legales que implicaba el Plan, redactado por Walter L. Fisher, miembro del comité para el Plan del Commercial Club
- Cap. I. Origin of the Plan of Chicago
- Cap. II. City planning in ancient and modern cities
- Cap. III. Chicago, the metropolis of the middle west
- Cap. IV. The Chicago Park systems
- Cap. V. Transportation
- Cap. VI. Street within the city
- Cap. VII. The heart of Chicago
- Cp. VIII. Pan of Chicago

## Principales propuestas del Plan

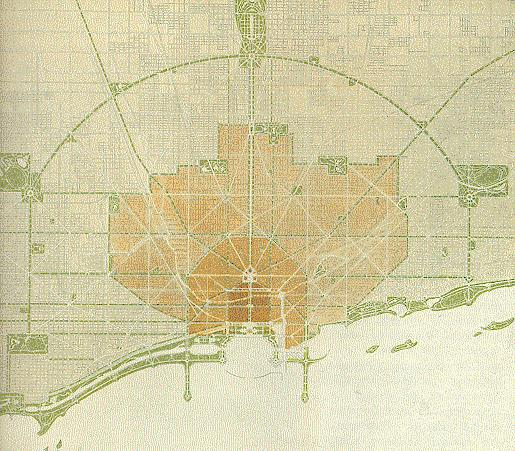
Plan de Chicago central

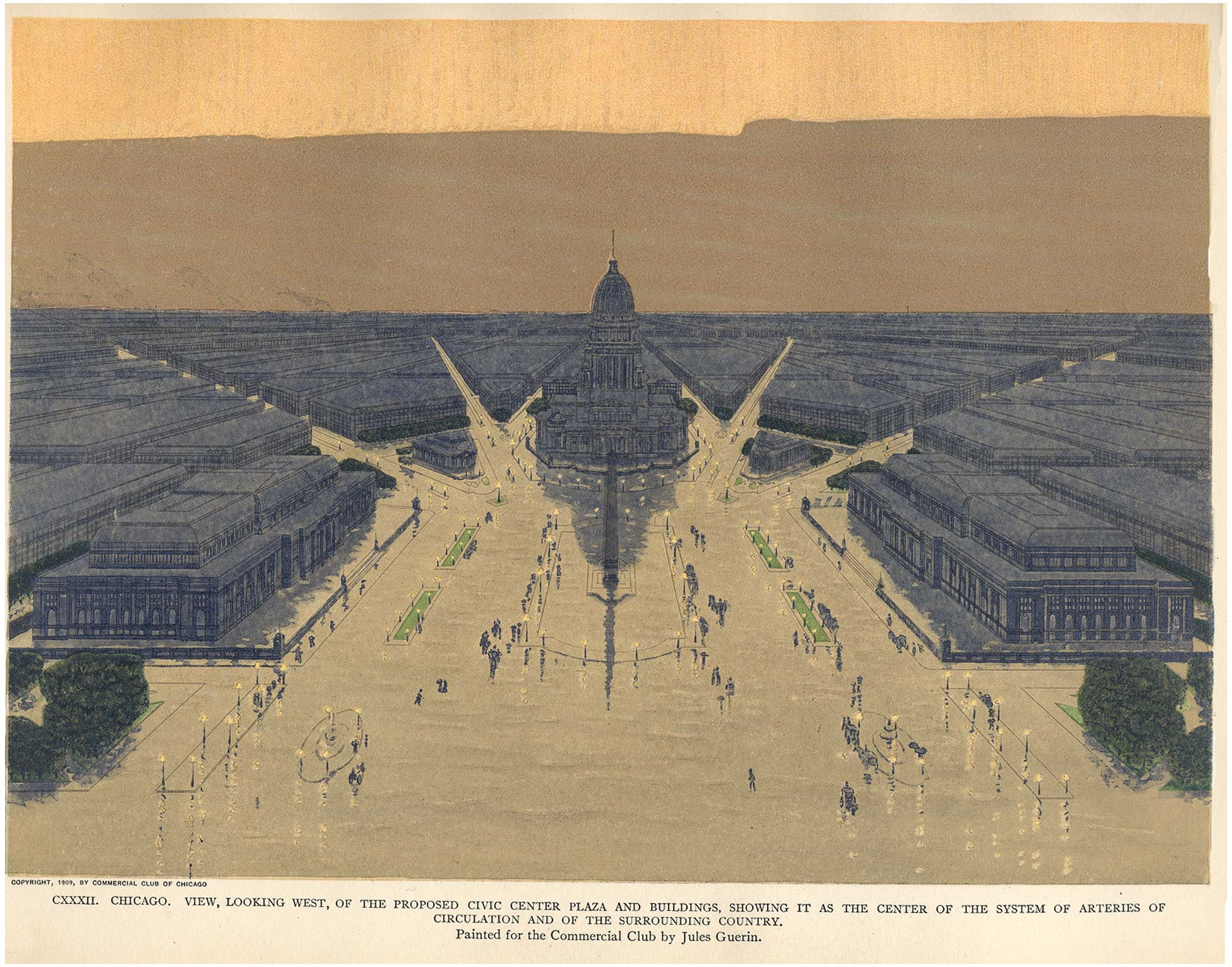
Vista del Centro Cívico propuesto

El Plan de Burnham se centró en los cinco objetivos siguientes:

### Mejora del frente del lago
El más importante de los objetivos del Plan era recuperar el frente del lago para los ciudadanos. "El frente del lago pertenece a las personas" escribió Burnham. "Ni un pie de sus orillas debería ser vedado a las personas". El Plan recomendó extender los parques a lo largo de la ribera del lago Míchigan; esta propuesta quedó completada en los primeros años del siglo XX. De las 29 millas (47 km) de la ciudad junto a la ribera del lago, todas excepto cuatro millas (seis kilómetros) son hoy un parque público. También proporcionó equipamientos y servicios en el extenso antiguo puerto sobre el lago, que se había hecho innecesario con el desarrollo de las instalaciones en la región de Calumet.

### Un sistema de autovías a escala regional
El Plan consideró Chicago como el centro de una región que se extiende 75 millas (120 km) desde el centro de ciudad. En los inicios de la edad del automóvil, se propuso un esquema de carreteras radiales y circulares para toda la región. Aun así, las agencias que construyeron y mejoraron las carreteras de la región en las décadas de 1910 y 1920, no parecen haberse guiado por las rutas concretas que recomendaba el Plan.

### Mejora de los terminales del ferrocarril
El Plan se apoyó en los estudios técnicos redactados anteriormente por otros equipos, incluyendo un plan para reunir en un único grupo las redes de ferrocarril que competían entre sí, consiguiendo así una mayor eficacia en las operaciones de carga y descarga. Además, el Plan detalló la consolidación de seis terminales urbanas de pasajeros en Chicago, situadas al oeste del Loop y al sur de Roosevelt Road. Esto permitiría la expansión hacia el sur del distrito empresarial. La Chicago Union Station estuvo acabada en 1925, pero ninguna de las otras estaciones llegaron a realizarse o se situaron en lugares distintos de los propuestos por el Plan. En 1929, la margen sur del río Chicago fue canalizada entre Polk y la calle 18, para poder reordenar, tal como recomendaba el Plan, las líneas de ferrocarril próximas al río.

### Nuevos parques exteriores
El movimiento cívico para adquirir y preservar las áreas naturales que llegaron a ser las reservas de bosque del Condado de Cook, estaban ya en marcha cuando el Plan estaba preparándose. Incluyó sus propuestas y también propuso la expansión del sistema de parques y bulevares de la ciudad que se había establecido en la década de 1870.

### Arreglo sistemático de calles
El Plan prescribía más anchura las arterias viarias a fin de aliviar la congestión de tráfico y embellecer el rápido crecimiento de la ciudad, incluyendo una red de nuevas calles diagonales. Se construyó una de estas diagonales: la extensión de Ogden Avenue y otras varias diagonales recorrieron la ciudad. Se siguieron muchas de las recomendaciones viarias del Plan. La renovación de la ciudad incluyó la ampliación y extensión de la Avenida de Míchigan, amplió la Roosevelt Road y creó los paseos de Wacker Drive e Ida B. Wells Drive (anteriormente Congreso Parkway). Con el aumento del uso del automóvil después de Primera Guerra Mundial, los urbanistas de Chicago comenzaron a alterar drásticamente o abandonar las propuestas de Burnham para el sistema de calles. El enorme crecimiento en el uso de automóvil motivó que unas 108 millas (174 km) de las calles arteriales se ensancharan entre 1915 y 1931. Redactado en 1908, el Plan de Burnham vio el automóvil como un vehículo recreativo que permitiría a los moradores de la ciudad visitar el campo; pero no preveía cómo transformaría y arrollaría a la ciudad misma.

### El Centro Cívico
La imagen más presigiosa y atractiva del Plan era el nuevo Centro Cívico, propuesto para el área entre las calles Congreso y Halsted. Aun así, la administración de la ciudad prefería la comodidad de una ubicación cerca del Loop, de modo que nunca consideró seriamente la propuesta. Burnham propuso un centro cultural en el Grant Park (el final oriental de la Calle Congreso, que se convertiría en el eje central de la ciudad una vez transfomada), que incluiría el Museo Field de Historia Natural y nuevas instalaciones para el Instituto de Arte de Chicago y la Biblioteca John Crerar. Esta propuesta puso a Burnham y a otros dirigentes cívicos en conflicto con una decisión del Tribunal Supremo del Estado, que prohibía cualquier nuevo edificio en Grant Park.

## Implementación
A pesar de que Burnham murió en 1912, el Plan de Chicago fue promovido por miembros de la Comisión del Plan de Chicago. Persuadieron al alcalde para que nombrase como asesor al coautor Edward H. Bennett, un licenciado de la École des Beaux-Arts, que aconsejó a las distintas agencias públicas que construyeran los proyectos recomendados por el Plan, utilizando un estilo de diseño con reminiscencias del París del siglo XIX. El Alcalde William Hale Thompson, cuando fue elegido en 1915, utilizó los proyectos del Plan de Chicago para promover su imagen como impulsor del Chicago booster, y como una buena fuente de contratos públicos.
El Plan fue criticado por centrarse en mejoras físicas, un intento de crear "París en la Pradera". El borrador del manuscrito del Plan contuvo un extenso análisis de las necesidades sociales, pero la publicación final no las recogió. La lista del Plan de grandes mejoras de infraestructura apenas pudo anticiparse al rápido crecimiento de la ciudad, en un momento en que la ampliación de la base de cotización que proporcionó unos mayores ingresos fiscales hizo posible acometer grandes proyectos. 
El entusiasmo por las propuestas concretas del Plan de Burnham se apagaron con el inicio de la Gran Depresión, pero el Plan continuó guiando a los planificadores urbanos cuando ampliaron los parques, construyeron nuevos puentes y extendieron fuera de la ciudad la red de autovías. Los dirigentes de la ciudad todavía se refieren con frecuencia frecuente a la visión que Burnham tenía para la ciudad, y a un aforismo humorístico que se le atribuye, su exhortación para "Make no little plans" (No hacer planes pequeños).

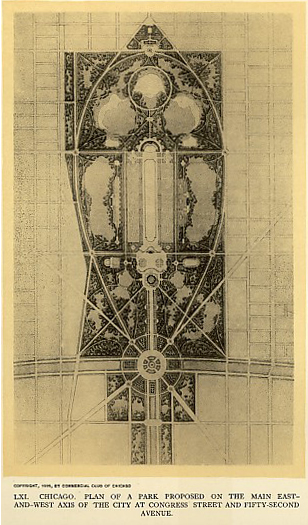
Plan de un parque
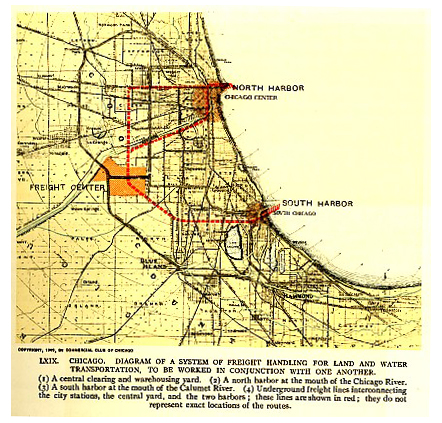
Diagrama del sistema de estaciones de ferrocarril para carga y descarga de mercancías
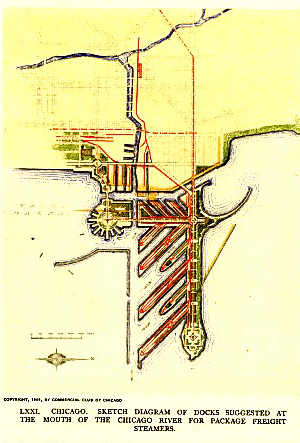
Sugerencia para los diques en la boca del río Chicago
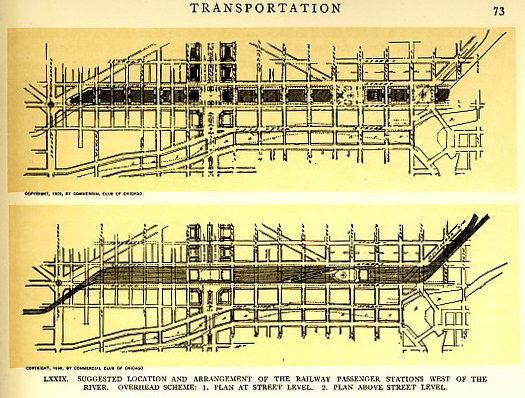
Sugerencia para la ubicación y distribución del Plan de Chicago para las estación del ferrocarril para pasajeros
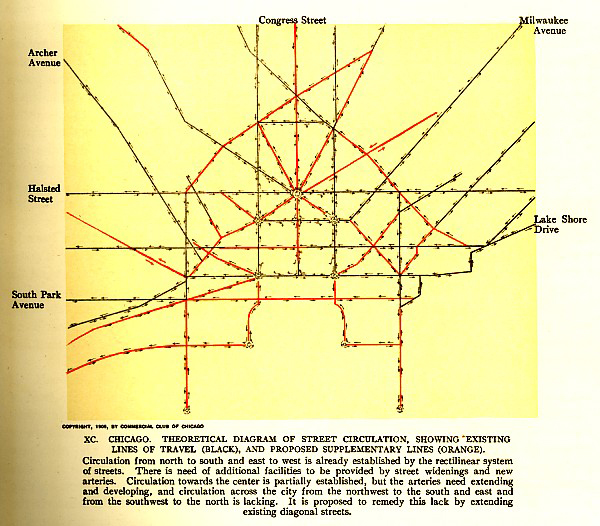
Diagrama teórico del Plan de Chicago para la circulación viaria
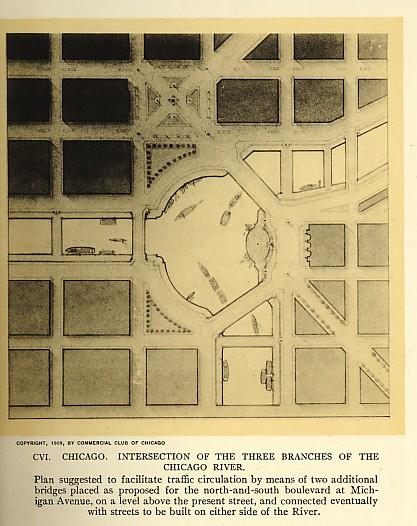
Intersección de las tres ramas del río Chicago